# Llista de les banderes del Canadà
Aquesta llista conté les diferents banderes que s'utilitzen o s'han utilitzat al Canadà.

## Bandera nacional
| Bandera            | Data          | Ús               | Anotacions |
| ------------------ | ------------- | ---------------- | --- |
| Bandera del Canadà | 1965–avui dia | Bandera nacional | Formada per un camp vermell doble de llarga que d'alta, amb un quadrat blanc al centre (anomenat pal canadenc) els costats del qual mesuren com la bandera d'alt, que conté una fulla d'auró d'onze puntes de color vermell. |

## Banderes personals

### Sobirà
| Bandera                                          | Data          | Ús                                                               | Anotacions |
| ------------------------------------------------ | ------------- | ---------------------------------------------------------------- | --- |
| Estendard reial del Canadà                       | 2023–avui dia | Estendard personal de la rei Carles III com a sobirà del Canadà. | Consisteix en un estendard extret del Reial Escut d'Armes del Canadà, format per cinc seccions on es representa l'emblema heràldic de cadascuna de les nacions que han colonitzat el Canadà. A la primera tres lleopards d'or (per Anglaterra); a la segona un lleó rampant amb un treixor doble contraflorat de gules sobre camp d'or (per Escòcia); al tercer una arpa d'or cordada d'argent sobre camp d'atzur (per Irlanda); al quart tres flors de lis d'or sobre camp d'atzur (per França); i al cinquè tres fulles d'auró al natural sortint d'una mateixa tija. Proporcions 1:2. |
| Estendard reial del Príncep de Gal·les al Canadà | 2011–avui dia | Estendard personal de Príncep de Gal·les.                        | Estendard reial amb el lambel blanc i la rodella blava envoltada per una corona daurada que conté la insígnia del Príncep de Gal·les. Proporcions 1:2. |
| Estendard reial de la Princesa Anna al Canadà    | 2013–avui dia | Estendard personal de la Princesa Anna.                          | Estendard reial amb el lambel blanc i la rodella blava envoltada per una corona daurada que conté la inicial del nom de la princesa. Proporcions 1:2. |
| Estendard reial del Príncep Andreu al Canadà     | 2014–avui dia | Estendard personal del Príncep Andreu.                           | Estendard reial amb el lambel blanc i la rodella blava envoltada per una corona daurada que conté la inicial del nom del príncep. Proporcions 1:2. |
| Estendard reial del Príncep Eduard al Canadà     | 2014–avui dia | Estendard personal del Príncep Eduard.                           | Estendard reial amb el lambel blanc i la rodella blava envoltada per una corona daurada de flors que conté la inicial del nom del príncep. Proporcions 1:2. |
|                                                  | 2015–avui dia | Estendard personal de la resta de membres de la família reial.   | Estendard reial amb una bordura d'ermini. Proporcions 1:2. |

### Històriques
| Bandera                    | Data      | Ús                                                                    | Anotacions |
| -------------------------- | --------- | --------------------------------------------------------------------- | --- |
| Estendard reial del Canadà | 1962-2022 | Estendard personal de la reina Elisabet II com a sobirana del Canadà. | Consisteix en el mateix estendar que l'actual però porta superposada i centrada una rodella blava amb la lletra "E" inicial, superada amb la corona de sant Eduard i envoltada d'una corona de roses, totes de color daurat. Proporcions 1:2. |

### Governador General
| Bandera                                   | Data          | Ús                                        | Anotacions |
| ----------------------------------------- | ------------- | ----------------------------------------- | --- |
| Bandera del Governador-General del Canadà | 2002–avui dia | Bandera del Governador-General del Canadà | Sobre un camp blau marí, un lleó daurat vestint la corona reial sobre una corona de seda vermella i blanca retorçada i sostenint amb la pota dreta una fulla d’auró. |

### Tinent governadors
| Bandera                                               | Data          | Ús                                                         | Anotacions |
| ----------------------------------------------------- | ------------- | ---------------------------------------------------------- | --- |
|                                                       | 1981–avui dia | Bandera del Tinent governador d'Alberta                    | L'escut d’armes d'Alberta, coronat i envoltat de deu fulles d’auró d'or sobre un camp blau marí.                    |
|                                                       | 1982–avui dia | Bandera del Tinent governador de la Colúmbia Britànica     | L'escut d’armes de la Colúmbia Britànica, coronat i envoltat de deu fulles d’auró d'or sobre un camp blau marí.     |
|                                                       | 1981–avui dia | Bandera del Tinent governador de l'Illa del Príncep Eduard | L'escut d’armes de l'Illa del príncep Eduard, coronat i envoltat de deu fulles d’auró d'or sobre un camp blau marí. |
|                                                       | 1982–avui dia | Bandera del Tinent governador de Nova Brunswick            | L'escut d’armes de Nova Brunswick, coronat i envoltat de deu fulles d’auró d'or sobre un camp blau marí.            |
| Bandera del Tinent governador de Nova Escòcia         | 1929–avui dia | Bandera del Tinent governador de Nova Escòcia              | L'escut d’armes de Nova Escòcia, sobre la Union Jack, envoltat d’una cadena de fulles d’auró verd.                  |
| Bandera del Tinent governador de Manitoba             | 1984–avui dia | Bandera del Tinent governador de Manitoba                  | L'escut d’armes de Manitoba, coronat i envoltat de deu fulles d’auró d'or sobre un camp blau marí.                  |
|                                                       | 1981–avui dia | Bandera del Tinent governador d'Ontario                    | L'escut d’armes d’Ontario, coronat i envoltat de deu fulles d’auró d'or sobre un camp blau marí.                    |
|                                                       | 1952–avui dia | Bandera del Tinent governador del Quebec                   | L'escut d'armes del Quebec, coronat, dins d’un disc blanc sobre un camp blau marí.                                  |
|                                                       | 1981–avui dia | Bandera del Tinent governador de Saskatchewan              | L'escut d’armes de Saskatchewan, coronat i envoltat de deu fulles d’auró d'or sobre un camp blau marí.              |
| Bandera del Tinent governador de Terranova i Labrador | 1981–avui dia | Bandera del Tinent governador de Terranova i Labrador      | L'escut d’armes de Terranova i Labrador, coronat i envoltat de deu fulles d’auró d'or sobre un camp blau marí.      |

### Comissionats
| Bandera                                              | Data          | Ús                                                   | Anotacions |
| ---------------------------------------------------- | ------------- | ---------------------------------------------------- | --- |
| Bandera del Comissionat de Nunavut                   | 2009–avui dia | Bandera del Comissionat de Nunavut                   | L'escut d’armes de Nunavut envoltat de sis fulles d’auró daurat, dues flors de saxifraga porpra i un iglú sobre un camp blau.                                    |
| Bandera del Comissionat dels Territoris del Nord-est | 2006–avui dia | Bandera del Comissionat dels Territoris del Nord-est | L'escut d’armes dels Territoris del nord-oest envoltat de sis fulles d’auró d'or i dues flors de rosa de roca i un parell de narvals adorats sobre un camp blau. |
| Bandera del Comissionat del Yukon                    | 2007–avui dia | Bandera del Comissionat del Yukon                    | L'escut d’armes de Yukon envoltat de sis fulles d’auró d'or, dues flors de cameneri i un gos malamut d'Alaska sobre un camp blau,                                |

## Províncies i territoris
El Canadà està format per deu províncies i tres territoris. Les províncies gaudeixen d'un alt grau d'autonomia del govern federal. Els territoris són creació del mateix govern federal, i cada cop hi ha una tendència cap a un grau d'autonomia més similar al de les províncies. Tant uns com altres tenen tenen els seus propis símbols i banderes.

### Províncies
| Bandera                              | Data          | Ús                                   | Anotacions |
| ------------------------------------ | ------------- | ------------------------------------ | --- |
| Bandera d'Alberta                    | 1968–avui dia | Bandera d'Alberta                    | Un camp blau marí amb l'escut provincial al centre. |
| Bandera de la Colúmbia Britànica     | 1960–avui dia | Bandera de la Colúmbia Britànica     | Estendard amb les armes de l'escut de la província. Al terç superior la bandera del Regne Unit carregada al centre amb una corona; a la franja inferior, de dos terços d'amplada, mostra un sol ponent sobre tres franges blaves ondulades i quatre de blanques.                                                                                 |
| Bandera de l'Illa del Príncep Eduard | 1964–avui dia | Bandera de l'Illa del Príncep Eduard | Estendard amb les armes de l'escut de la província; un lleó passant sobre un camp vermell al terç superior i a l'inferior es mostra una illa en la qual apareixen tres petits roures sota la protecció d'un gran roure que representa la Gran Bretanya. Els tres costats que no toquen el pal porten una bordura de bandes vermelles i blanques. |
| Bandera de Nova Brunswick            | 1965–avui dia | Bandera de Nova Brunswick            | Estendard amb les armes de l'escut de la província; un lleó passant sobre un camp vermell al terç superior i sobre un camp daurat un lymphad o galera sobre tres franges ondulades al terç inferior. |
| Bandera de Nova Escòcia              | 1858–avui dia | Bandera de Nova Escòcia              | Un camp blanc amb un sautor blau i damunt l'escussó de Nova Escòcia centrat; un camp d'or amb un lleó rampant envoltat d'una doble vora decorada amb flors de lis tot de gules. |
| Bandera de Manitoba                  | 1965–avui dia | Bandera de Manitoba                  | Pavelló vermell britànic amb l'escut d'armes de Manitoba; una creu de Sant Jordi a la part superior i un búfal sobre fons verd a la inferior, al vol. |
| Bandera d'Ontario                    | 1965–avui dia | Bandera d'Ontario                    | Pavelló vermell britànic amb l'escut d'armes d’Ontario; una creu de Sant Jordi a la part superior i tres fulles d'auró d'or sobre un camp verd, al vol. |
| Bandera del Quebec                   | 1948–avui dia | Bandera del Quebec                   | Un camp blau amb una creu blanca confinada per quatre flors de lis també blanques. |
| Bandera de Saskatchewan              | 1969–avui dia | Bandera de Saskatchewan              | Un camp dividit en dues meitats horitzontals. A la superior de color verd i al costat del pal hi ha l'escut d'armes de la província, la inferior és groga i entre totes dues i al vol hi ha un lliri de les praderies (Lilium philadelphicum).                                                                                                   |
| Bandera de Terranova i Labrador      | 1980–avui dia | Bandera de Terranova i Labrador      | Dissenyada per l'artista Christopher Pratt, mostra un camp partit en vertical de blau marí i blanc amb un bordura del mateix color. Una creu ordinària i un sautor blanc, dues divisions triangulars revestides de vermell al vol, una fletxa daurada entre els dos triangles.                                                                   |

### Territoris
| Bandera                               | Data          | Ús                                    | Anotacions |
| ------------------------------------- | ------------- | ------------------------------------- | --- |
| Bandera de Nunavut                    | 1999–avui dia | Bandera de Nunavut                    | Un camp partit verticalment de groc i blanc amb un inukshuk vermell carregat al centre i una estrella blava de cinc puntes al vol superior.                              |
| Bandera dels Territoris del Nord-oest | 1969–avui dia | Bandera dels Territoris del Nord-oest | Formada per un camp blau marí amb un quadrat blanc al centre, els costats del qual mesuren com la bandera d'alt. Dins el quadrat blanc hi ha l'escut d'armes provincial. |
| Bandera del Yukon                     | 2007–avui dia | Bandera del Yukon                     | Bandera tricolor vertical en verd, blanc i blau amb l'escut provincial sobre dos rams de cameneri i sota un gos malamut d'Alaska centrat a la franja blanca més ample.   |

## Municipals
Relació de banderes de les tretze capitals de província i territori.
| Bandera                        | Data                | Ús                                      | Anotacions |
| ------------------------------ | ------------------- | --------------------------------------- | --- |
| Bandera de Charlottetown       | 1989-avui dia       | Charlottetown (Illa del Príncep Eduard) | Bandera heràldica basada en les armes de la ciutat. Camp blanc amb un rectangle central verd que conté una corona reial a l'interior, en representació de Carlota de Mecklenburg-Strelitz esposa del rei Jordi III del Regne Unit. Tocant les cantonades del rectangle, quatre rectangles més petits i al voltant una bordura també verda i blanca en tres de les vores. Fou dissenyada per Robert D. Watt. Proporcions 1:2. |
| Bandera d'Edmonton             | 1986-avui dia       | Edmonton (Alberta)                      | Formada per tres franges verticals, sent la central blanca en forma de pal canadenc i les dues laterals blau cel. Al centre carrega l'escut d'armes de la ciutat. |
|                                |                     | Fredericton (Nova Brunswick)            | Bandea heràldica que mostra les armes de la ciutat. Un camp blau marí amb tres escuts triangulars curvilinis, disposats 2-1, i una creu llatina daurada centrada a la part superior envoltada de petites línies que emanen d'ella en totes direccions. L'escut superior esquerre conté la bandera del Regne Unit, l'escut superior dret conté l'estendard reial del Regne Unit (en quatre quarts), tots dos coronats per una corona de sant Eduard. L'escut inferior, una mica més gran que els altres dos, té un camp blau marí amb un arbre de color verd i tronc marró damunt d'un monticle verd. Envoltant ambdós costats des de sota de l'escut, hi ha una cinta ondulada de color blanc amb un dors vermell amb el lema "FREDERICOPOLIS SILVÆ FILIA NOBILIS" amb lletres vermelles. Proporcions 1:2. |
|                                |                     | Halifax (Nova Escòcia)                  | Bandea heràldica que mostra les armes de la ciutat. Un camp blau marí amb un sautor d'or, al centre d'aquest un Alcedínids entre quatre fletxes amples situades a cada braç apuntant cap a l'exterior, en blau. Dos vaixells de vela d'or situats a esquerra i dreta. |
|                                | 1985, 2001-avui dia | Iqaluit (Nunavut)                       | Formada per tres franges verticals, sent la central blanca en forma de pal canadenc i les dues laterals blau cel. Al centre carrega l'escut de la ciutat. |
| Bandera de la Ciutat de Quebec | 1987-avui dia       | Ciutat de Quebec (Quebec)               | Un camp blau marí amb una bordura dentada blanca i la silueta de la nau Don de Dieu, de l'explorador Samuel de Champlain, en daurat al centre. |
| Bandera de Charlottetown       | 1992-avui dia       | Regina (Saskatchewan)                   | Camp partit horitzontalment en dues franges, sent la superior blau marí i el doble d'ample que la inferior de color groc. al quarter superior esquerra carrega una corona de sant Eduard en blanc. Proporcions 5:8. |
| Bandera de Saint John's        |                     | Saint John's (Terranova i Labrador)     | Camp blanc amb l'escut d'armes de la ciutat al centre. Proporcions 1:2. |
| Bandera de Toronto             | 1974–avui dia       | Toronto (Ontario)                       | Un camp blau i un contorn blanc estilitzat simbolitzant l'edifici de l'Ajuntament de Toronto lleugerament descentrat cap a l'esquerra, al centre una fulla d'auró vermella situada a la base. Fou dissenyada per Renato De Santis. |
|                                |                     | Victoria (Colúmbia Britànica)           | Un camp blau cel amb l'escut d'armes al centre. Aquest està format per un camp vermell, amb una corona de sant Eduard, calçat de blau marí fimbriat de blanc. Coronant l'escut un casc de cavaller amb una corona mural amb tres torres. Damunt seu un colom blanc en vol amb una branca d'olivera al bec, i damunt de tot un triangle equilàter daurat amb un ull dins que irradia des de la base raigs cap avall. Com a suport, a banda i banda un àngel de blanc damunt núvols vorejats a la base per dues franges ondulades blanques i blaves amb ales daurades i una branca de llorer a les mans. Sota de tot, una cinta groga amb el dors vermell amb el lema "SEMPER LIBER" en vermell. Proporcions 1:2.                                                                                            |
|                                |                     | Whitehorse (Yukon)                      | Camp blau marí amb el segell de la ciutat al centre. Proporcions 1:2. |
| Bandera de Winnipeg            | 1975-avui dia       | Winnipeg (Manitoba)                     | Camp partit en dos triangles rectangles, blau marí el superior i groc l'inferior, i travessat per una barra blanca. Al centra un disc blanc que conté l'escut d'armes de la ciutat. L'escut està partit horitzontalment, a la part superior, d'un terç de l'alçada, un camp blau cel amb tretze estels daurats de cinc puntes disposades 4-5-4. A la inferior, un camp verd amb una flor de Pulsatilla nuttalliana o prairie crocus, l'emblema floral de la província. Coronant l'escut hi ha una estructura de pedra i damunt d'ella una cinta blava perfilada en groc amb la inscripció "CITY OF WINNIPEG", i sota l'escut una altra cinta blanca perfilada en groc amb el lema "NUM CUM VIRTUTE MULTORUM" en vermell fosc. Fou dissenyada per Robert Watt. Proporcions 1:2.                             |
|                                |                     | Yellowknife (Territori del Nord-oest)   | Formada per tres franges verticals, verda la de l'esquerra, blanca la central blanca en forma de pal canadenc i groga la de la dreta. Al centre carrega l'escut d'armes de la ciutat. Proporcions 1:2. |

## Nacions indígenes

### Blackfoot
| Bandera                              | Data        | Ús                                   | Anotacions |
| ------------------------------------ | ----------- | ------------------------------------ | --- |
| Bandera de la Confederació Blackfoot | Desconeguda | Bandera de la confederació blackfoot | |
|                                      | Desconeguda | Bandera de la nació Kainai.          | Pavelló blau cel amb en nom "BLOOD TRIBE" sota la Union Jack i al vol un sol groc, dues tendes tipi blau i vermella, i una pipa i una destral creuades. A la part inferior una franja dentada blau marí. |
|                                      | Desconeguda | Bandera de la nació Piikani.         | De camp vermell amb l'emblema de la nació en blanc i negre i al vol, la paraula "PEICAH" en vertical i en blanc.                                                                                         |
|                                      | Desconeguda | Bandera de la nació Siksika.         | De camp vermell amb l'emblema de la nació sota les paraules "SIKSIKA NATION" al vol, al cantó del pal hi ha la silueta d'una tenda tipi amb la bandera britànica.                                        |

### Cree
| Bandera                           | Data        | Ús                                                      | Anotacions |
| --------------------------------- | ----------- | ------------------------------------------------------- | ---------- |
|                                   | Desconeguda | Bandera de la nació Beaver Lake Cree                    |            |
|                                   | Desconeguda | Bandera de la nació Bigstone Cree                       |            |
|                                   | Desconeguda | Bandera de la nació Cree de Wemindji                    |            |
|                                   | Desconeguda | Bandera de la nació Cree de Nemaska                     |            |
|                                   | Desconeguda | Bandera de la nació Driftpile                           |            |
|                                   | Desconeguda | Bandera de la nació Enoch Cree                          |            |
|                                   | Desconeguda | Bandera de la nació Fisher River Cree                   |            |
|                                   | Desconeguda | Bandera de la nació James Smith Cree                    |            |
|                                   | Desconeguda | Bandera de la Kapawe'no First Nation                    |            |
|                                   | Desconeguda | Bandera de la Kitchenuhmaykoosib Inninuwug First Nation |            |
|                                   | Desconeguda | Bandera de la nació Bigstone Cree                       |            |
|                                   | Desconeguda | Bandera de la Mikisew Cree First Nation                 |            |
|                                   | Desconeguda | Bandera de la Neskantaga First Nation                   |            |
|                                   | Desconeguda | Bandera de la Nishnawbe Aski Nation                     |            |
|                                   | Desconeguda | Bandera de la Nisichawayasihk Cree Nation               |            |
|                                   | Desconeguda | Bandera de la Oujé-Bougoumou Cree Nation                |            |
| Bandera de la Peguis First Nation | Desconeguda | Bandera de la Peguis First Nation                       |            |
|                                   | Desconeguda | Bandera de la Peepeekisis Cree Nation                   |            |
|                                   | Desconeguda | Bandera de la Pimicikamak Cree Nation                   |            |
|                                   | Desconeguda | Bandera de la Piapot First Nation                       |            |
|                                   | Desconeguda | Bandera de la Red Earth Cree Nation                     |            |
|                                   | Desconeguda | Bandera de la Sapotaweyak Cree Nation                   |            |

### Inuit
| Bandera                | Data          | Ús                                           | Anotacions |
| ---------------------- | ------------- | -------------------------------------------- | --- |
| Bandera de Nunatsiavut | 2005-avui dia | Bandera de Nunatsiavut                       | La bandera presenta sobre un fons blanc el tradicional Inukshuk inuit en colors blanc, blau i verd. Aquest colors fant ressò de la bandera de Labrador (província on es troba el territori autònom de Nunatsiavut). |
|                        | 2018-avui dia | Bandera de NunatuKavut (no oficial)          | La bandera és de fons blau amb dues estretes flanges verticals blanca i verda al costat del pal. Al centre es representa un ulu, un ganivet tradicional de dona inuit. A la fulla de l’ulu hi ha un kudlik, una llàntia tradicional d’oli de foca (tradicionalment utilitzat per il·luminar, escalfar i cuinar). Al mànec de l’ulu hi ha un equip de gossos que arrastra un trineu amb una foca. |
| Bandera de Nunavik     | Desconeguda   | Bandera de Nunavik (no oficial)              | Bandera de color blau amb un símbol central en blanc, colors també del Quebec, on es troba Nunavik. El símbol representa un ocell amb un nombre de plomes igual al nombre de comunitats. El disseny també evoca la forma d’una cornamenta d'un caribú. |
|                        | 1984-avui dia | Bandera de la Regió d’Assentament Inuvialuit | Bandera de fons blau cel on s'hi representa, lleugerament desplaçat a l'esquerra, un girfalc o falcó sagrat (Falco rusticolus) en color blanc. |

### Altres nacions
| Bandera                             | Data                       | Ús                                           | Anotacions |
| ----------------------------------- | -------------------------- | -------------------------------------------- | --- |
|                                     | Desconeguda                | Bandera de la nació Anishinabek              | Sobre un camp blanc un ocell del tro Anishinabek, dissenyat Gran Cap Ben Wawia. |
|                                     | Desconeguda                | Bandera de la nació Atikamekw                | Sobre un camp vermell mitja rodella blanca amb tres proes de canoes verdes sobre unes onades. |
|                                     | Desconeguda                | Bandera de la nació Gwich'in                 | Un camp verd amb una figura central d'un ren blanc i negre i un sol vermell. Afegeix també les frases Proud to be Gwich'in i GWICH'IN NATION. |
|                                     | Desconeguda                | Bandera de la nació Haida                    | Una àliga i un corb envoltats d’un cercle, carregat al centre d'un camp vermell. |
|                                     | Desconeguda                | Bandera de la nació Haisla                   | |
|                                     | Desconeguda                | Bandera de la nació Innu                     | Faixes horitzontals de color verd, blanc i blau cel, blanc i verd, la blava més ample que la resta carrega una raqueta de neu centrada i flanquejada per dues calaveres de ren a banda i banda. |
|                                     | Desconeguda                | Bandera de la nació Innu Matimekush-Lac John | Bandera tricolor vertical de chartreuse, blanc i verd, sent la blanca més ample perque carrega al centre l'escut de la nació Innu Matimekush-Lac John. |
| Bandera de la Confederació Iroquesa | 1980-avui dia              | Bandera de la Confederació Iroquesa          | Bandera morada carregada amb el cinturó Hiawatha; quatre quadrats blancs connectats i un pi de Weymouth al centre. Disseny de Rick Hill, Harold i Tim Johnson. |
| Bandera de la nació Metis           | 1816-avui dia              | Bandera Métis                                | La bandera mostra un símbol d'infinit blanc sobre un camp blau. El símbol representa la barreja dels immigrants europeus i els pobles de les Primeres Nacions, que va crear una cultura nova i diferent. Actualment, la bandera de fons blau ha estat acceptada pel Consell Nacional dels Métis com a bandera oficial de la nació Métis, mentre que la bandera en vermell és l'ensenya provincial de la Nació Métis d'Alberta. |
| Bandera de la nació Micmac          | Mitjans anys 1980-avui dia | Bandera de la nació Mik'mag                  | Un camp vermell amb vores grogues a esquerra i dreta, una rodella quartejada carregada al centre. la rodella representa la unitat i la força del poble Mi'kmaq. Les 4 direccions representen les quatre estacions i les quatre etapes de la vida. El vermell representa la força i la potència, el groc representa el sol, el blau l’aigua i el cel, i el verd representa els colors de la natura. |
|                                     | 2019-avui dia              | Bandera de la nació Musqueam                 | Un camp de color xarxet amb un quadrat blanc al centre, els costats del qual mesuren com la bandera d'alt. Dins el quadrat blanc hi ha una punta de fletxa al centre que representa un salmó que salta per sobre d’una xarxa.. Disseny de l'artista Susan Point. |
|                                     | Desconeguda                | Bandera del poble Nakoda                     | Dues franges verticals estretes separades per un quadrat groc que conté a dalt i a baix dues estretes bandes blau cel, sobre aquesta última tres trianges blau marí, al centre un important símbol Stoney Nakoda, una encaixada de mans en presència d’una pipa sagrada dins d’un cercle emplomallat que parla de la totalitat de la vida. |
|                                     | 2001-avui dia              | Bandera de la nació Nisga'a                  | Bandera tricolor de disseny "pal canadenc" amb els colors tradicionsals: negre, blanc i sanguini. Al centre hi trobem el "hayatskw", un escut de coure que simbolitza la història de la nació Nisga'a, envoltada de dos òvals negre i sanguini. Els òvals representen un arc de Sant Martí. |
|                                     | Desconeguda                | Bandera de la nació Nuxálks                  | |
|                                     | Desconeguda                | Bandera de la nació Ojibwa del Canadà        | Dividida horitzontalment en una franja blau cel i una marró, carrega un símbol al centre. |
|                                     | Desconeguda                | Bandera de la nació Secwépemc                | |
|                                     | Desconeguda                | Bandera de la nació St'át'imc                | De camp blau marí, al centre s'hi troba l’àliga que simbolitza la visió, el lideratge i la transcendència. La roda de la medicina reconeix les quatre direccions, les quatre nacionalitats i les quatre edats, cosa que significa equilibri. Les onze plomes representen les onze comunitats dins de la nació St'át'imc. |
|                                     | Desconeguda                | Bandera de la nació Tàłtàn                   | La bandera representa els dos clans de la nació: el Corb (o Tseskʼiya) i el Llop (o Chʼioyone). Cada clan es divideix en diversos grups familiars. |
|                                     | 2012-avui dia              | Bandera del Teslin Tlingit Council (Tlingit) | De franges horitzontals, vermell-blanc-vermell, 1-3-1, amb cinc tòtems al centre, d’esquerra a dreta: Kùkhhittàn (nens del corb), Ishklitàn (granota), Yanyèdi (llop), Sèshitàn (castor), Dakhlʼawèdi (àliga). |
| Bandera dels Dogrib                 | Desconeguda                | Bandera dels Tli Cho (Tłı̨chǫ)                | La bandera encarna la força i la unitat del poble Tli Cho. Les tendes representen les quatre comunitats: Behchokǫ̀, Whatì, Gamètì i Wekweètì. El camp blau marí reflecteix l'ampli territori. La sortida del sol i el riu que flueix capturen les paraules del cap Monfwi ("que mentre el sol surti, el riu flueix i la terra no es mogui, no se’ns restringirà la nostra forma de vida"). Finalment, l'estel Polar representa una nova era per al Tłı̨chǫ, ja que es mouen units al futur compromesos amb la protecció de la llengua, la cultura i la forma de vida per a les generacions futures. La bandera fou dissenyada per James Wah-shee. |
|                                     | Desconeguda                | Bandera de la nació Sechelt                  | |

## Comunitats francòfones
| Bandera                                          | Data          | Ús                                                   | Anotacions |
| ------------------------------------------------ | ------------- | ---------------------------------------------------- | --- |
| Acàdia                                           | 1884–avui dia | Bandera d'Acàdia                                     | Pren per base la bandera francesa (tres pals verticals del mateix gruix: blau vora el pal, blanc i roig al vol) a la que hi afegeix un estel daurat de cinc puntes a la franja blava. Segons Perry Biddiscombe, la tricolor representa la pàtria dels acadians, l'estel a l'"Stella Maris" (símbol de Maria, símbol nacional acadià i patrona dels mariners) al pal blau (el color de Maria) i el daurat representa al Papat.                                                          |
| Bandera dels francòfons d'Ontario                | 1975–avui dia | Bandera dels francòfons d'Ontario                    | El disseny consta de dues bandes en verd i blanc. La banda esquerra conté una flor blanca al centre, mentre que la banda dreta conté un trillium verd estilitzat al centre. El verd representa els mesos d’estiu, mentre que el blanc representa els mesos d’hivern. El trillium és el símbol floral d'Ontario, mentre que la flor de lis representa l'herència francesa de la comunitat franco-ontariana. Disseny de Gaétan Gervais i Michel Dupuis.                                  |
| Bandera Fransaskois                              | 2005–avui dia | Bandera Fransaskois                                  | El disseny consta d'un camp groc (símbol dels camps de blat de la província) amb una creu d'estiu escandinau de color verd fosc en record pel suport de l’Església Catòlica Romana i el seu clergat en el desenvolupament primerenc de la comunitat canadenca francesa de Saskatchewan. S'inclou una flor de lis vermella en representació de l'herència francesa. |
| Bandera dels francòfons de Manitoba              | 2005–avui dia | Bandera dels francòfons de Manitoba                  | El disseny presenta una franja horitzontal vermella que representa el riu Roig i una altra groga que representa el blat de Manitoba. Les arrels de color verd intens es converteixen en una planta frondosa que dibuixa una "F" estilitzada en referència als francòfons. |
| Bandera dels francòfons de la Colúmbia Britànica | 1982–avui dia | Bandera dels francòfons de la Colúmbia Britànica     | La bandera, adoptada el 1982, presenta un camp blanc sobre el que s'hi dibuixa un sanguinyol del Pacífic (Cornus nuttallii), l'emblema floral de la Colúmbia Britànica i dues línies blau marí que volen evocar l'oceà Pacífic i les Muntanyes Rocoses. El cercle central groc del saguinyol representa el sol on toca un pètal de la flor de lis estilitzada en representació de la francofonia.                                                                                      |
| Bandera dels francòfons d'Alberta                | 1982–avui dia | Bandera dels francòfons d'Alberta                    | La bandera de camp tallat blau i blanc separades per dues bandes diagonals que alternen els colors. Carrega amb una flor de lis blanca (símbol i color que representen la francofonia) al pal i una rosa silvestre vermella (representant la provincial d'Alberta) al vol. |
| Bandera dels francòfons del Yukon                | 1986–avui dia | Bandera dels francòfons del Yukon                    | La bandera de camp blau amb dos rectangles blancs separats per una franja groga, tot disposat en diagonal. El blau simbolitza la comunitat francòfona i el cel del Yukon; el groc evoca la febre de l'or del 1898 i la presència francòfona primerenca al territori; i el blanc, la neu que cobreix el paisatge del Yukon durant bona part de l'any. |
| Bandera dels francòfons de Terranova i Labrador  | 1986–avui dia | Bandera dels francòfons de Terranova i Labrador      | Els tres panells desiguals de vermell, blanc i blau representen els orígens francesos de la comunitat. Les dues veles grogues són el color d'Acàdia i signifiquen l’arribada dels seus avantpassats comuns. La vela superior està decorada amb una branca de tamarack (Larix laricina), l'emblema de Labrador, i la inferior amb una Sarracenia purpurea, l'emblema floral oficial de Terranova i Labrador.                                                                            |
| Enllaç al fitxer                                 | 1992–avui dia | Bandera dels francòfons dels Territoris del Nord-est | Bandera de color blau cel on es representa una base corba banca amb un ós polar que mira un símbol format per mitja flor de lis i mig floc de neu. El color blau representa l’herència francesa de la comunitat. La corba representa el paral·lel 60, per sobre del qual es troben els territoris, a prop del pol nord. L’ós polar és un símbol de llibertat i natura a l’ampli nord. El floc de neu i la flor de lis representen la comunitat francòfona i les seves arrels del nord. |
| Bandera dels francòfons de Nunavut               | 1992–avui dia | Bandera dels francòfons de Nunavut                   | Bandera de franges horitzontals blava i blanca en representació el cel àrtic i la neu, abundantment present al territori. La forma central representa un iglú i, dinsd'aquest, un inukshuk que simbolitza la presència humana. Una flor de dent de lleó (Taraxacum) solitària creix als peu. |

### Altres comunitats
| Bandera                               | Data          | Ús                                           | Anotacions |
| ------------------------------------- | ------------- | -------------------------------------------- | --- |
| Bandera dels canadencs gaèlics        | 2008-avui dia | Canadencs gaèlics                            | Camp blau amb una silueta de salmó amb unes ondulacions al seu voltant. La figura forma una "G" estilitzada com a símbol del gaèlic. Fou adoptada pel Comhairle na Gàidhlig (Consell Gaèlic de Nova Escòcia). |
| Bandera Afroamericans de Nova Escòcia | 2021–avui dia | Afroamericans de Nova Escòcia                | Tricolor vertical de vermell, groc i verd amb l'estilització en negre d'una Sankofa, antic símbol d'Adinkra concebut a l'Àfrica occidental, que vol significar la importància de portar el coneixement del passat cap al present. Fou dissenyada per Wendie Wilson i es va presentar per primera vegada el febrer de 2021. |
| Bandera dels anglòfons del Quebec     | Desconeguda   | Bandera dels anglòfons del Quebec (proposta) | Una creu de sant Jordi en representació de la cultura anglòfona del Quebec. Una flor de lis central representant el Quebec, quatre estels vermells de cinc puntes són el poble anglo-quebequès als quatre racons de la província. El blau simbolitza les moltes vies fluvials del Quebec.                                  |

## No oficials
| Bandera                            | Data                   | Ús                                 | Anotacions |
| ---------------------------------- | ---------------------- | ---------------------------------- | --- |
| Bandera de la dualitat canadenca   | 1995                   | Bandera de la dualitat canadenca   | També anomenada bandera canadenca de la unitat i que afegeix dues franges verticals estretes blaves a l'actual bandera nacional. Bandera que es va distribuir originalment durant el període previ al referèndum del Quebec de 1995 per mostrar la unitat del Canadà. |
| Tricolor de Terranova              | Finals s. XIX–avui dia | Bandera de Terranova               | Tricolor vertical d'igual mida en colors verd, blanc i rosa. |
| Bandera de Labrador                | 1974–avui dia          | Bandera de Labrador                | Bandera formada per tres barres horitzontals en proporcions 2:1:2, sent blanca la superior, verda la del mig i blau cel la inferior. Una branca estilitzada de tamarack (Larix laricina), emblema de Labrador, se situa al cantó del pal. |
| Bandera de Saguenay–Lac-Saint-Jean | 1938–avui dia          | Bandera de Saguenay–Lac-Saint-Jean | Una creu central grisa fimbrejada de vermell es col·loca sobre un camp verd a la part superior i un de groc a la part inferior. |
| Bandera de l'illa de Vancouver     | 1988–avui dia          | Bandera de l'illa de Vancouver     | Pavelló blau amb el segell de la Colònia de l'illa de Vancouver. El disseny de la bandera, de 1988, està basat en les regles establertes per l’almirallat britànic per a les banderes colonials del 1865 i en elements del gran segell de la colònia de l’illa, establert el 1849. El segell està format pel Trident de Neptú i el Caduceu de Mercuri creuats en sautor (combinació de les armes reials de la reina Victòria I). Sobre elles hi ha una pinya, i a sota, un castor sobre una petita illa envoltada d’aigües tranquil·les. |
| Bandera de l'Oest del Canadà       | 1988–avui dia          | Bandera de l'Oest del Canadà       | Bandera adoptada el 1988 pel "Western Independence Party". Partit polític canadenc que defensava la separació de les províncies del Canadà occidental de la resta per formar un nou país. L'abril de 2005 va adoptar el nom de "Western Canada Party". |
| Bandera de l'illa del Cap Bretó    | 1988–avui dia          | Bandera de l'illa del Cap Bretó    | Formada per un camp verd bosc i un pal canadenc blanc, és a dir, amb un quadrat centrat i els costats del qual mesuren com la bandera d'alt. Sobre un sautor també verd bosc, un cercle groc amb les paraules "CAPE BRETON ISLAND" a dalt i "CANADA" a baix que envolten un mapa de l'illa. Tot i ser la bandera més utilitzada, no és la bandera oficial i és discutida pels partidaris de la bandera oficialment reconeguda de 1993 dissenyada per Kelly Gooding.                                                                      |

## Navilieres
| Bandera                                           | Data          | Ús                                          | Anotacions |
| ------------------------------------------------- | ------------- | ------------------------------------------- | --- |
| Bandera de la Job Brothers & Co., Limited         | 1808-1967     | Job Brothers & Co., Limited                 | |
| Bandera de la Bowring Brothers                    | 1811–2019     | Bowring Brothers                            | Camp blanc amb un sautor vermell. |
| Bandera de la Canadian Pacific Steamship Company  | 1887–2005     | Canadian Pacific Steamship Company          | Camp partit en tres quadrats blancs i tres de vermells disposats alternament en dues linies horitzontals. |
| Bandera de la Canadian Australasian Line          | 1893–1953     | Canadian Australasian Line                  | Camp blanc amb un sautor vermell i les inicials "C" i "A" a esquerra i dret. |
| Bandera de la Royal Line                          | 1910–1916     | Royal Line                                  | Banderí de camp blau marí amb dos sautors blancs separats èr una estreta franja horitzontal vermella. A l'extrem del vol un triangle blanc amb una rodella vermella.                                                  |
| Bandera de la Canadian National Steamship Company | 1919–1986     | Canadian National Steamship Company         | Banderí de camp blau marí amb una creu nòrdica vermella fimbriada en blanc, al centre de la creu una rodella blanca amb una fulla d'auró.                                                                             |
| Bandera de la CTMA                                | 1944-avui dia | Coopérative de Transport Maritime et Aérien | Camp blanc amb una xemeneia pintada amb tres franges horitzontals de blau, blanc i vermell. Al centre un estels groc de cinc puntes dins una anella blava i a la franja vermella les inicials de l'empresa "C.T.M.A." |
| Bandera de la Canada Steamship Lines              | 1965–avui dia | Canada Steamship Lines                      | Tres franges horitzontals de vermell, blanc i vermell creuades verticalment per una franja negre que conté una fulla d'auró vermella al centre.                                                                       |

## Clubs nàutics
| Bandera                                            | Data | Ús                                   | Anotacions |
| -------------------------------------------------- | ---- | ------------------------------------ | --- |
| Banderí de l'Armdale Yacht Club                    |      | Armdale Yacht Club                   | |
| Banderí del Barrachois Harbour Yacht Club          |      | Barrachois Harbour Yacht Club        | Camp blanc amb una bordura ampla i les inicials "BHYC" en blau marí.                                                                          |
| Banderí del Bay of Quinte Yacht Club               |      | Bay of Quinte Yacht Club             | Camp vermell amb la lletra "Q" en blanc. |
| Banderí del Bras d'Or Yacht Club                   |      | Bras d'Or Yacht Club                 | Camp blau marí amb un xebró daurat mirant cap al pal.                                                                                         |
| Banderí del Bronte Harbour Yacht Club              |      | Bronte Harbour Yacht Club            | Camp blau marí amb tres franges diagonals blanques.                                                                                           |
| Banderí del Buffalo Canoe Club                     |      | Buffalo Canoe Club                   | Camp blau marí amb un xebró blanc mirant cap al pal.                                                                                          |
| Banderí del Dobson Yacht Club                      |      | Dobson Yacht Club                    | |
| Bandera de la Job Brothers & Co., Limited          |      | Job Brothers & Co., Limited          | |
| Banderí de l'Etobicoke Yacht Club                  |      | Etobicoke Yacht Club                 | Camp blau marí amb dos triangles sobreposats de blac i groc.                                                                                  |
| Banderí del Northern Yacht Club                    |      | Northern Yacht Club                  | Camp vermell amb una creu nòrdica groga, al primer quarter un estel de cinc puntes també groc.                                                |
| Banderí de l'Oakville Yacht Squadron               |      | Oakville Yacht Squadron              | Camp dividit en tres triangles, vermell el superior, blau l'inferior i blanc el del pal. Cadascun conté les inicials del club "O", "Y" i "S". |
| Banderí del Royal Lake of the Woods Yacht Club     |      | Royal Lake of the Woods Yacht Club   | Camp dividit en dues meitats, vermella la superior i blau marí la inferior. Entre elles una corona de sant Eduard en groc.                    |
| Banderí del Royal St. Lawrence Yacht Club          |      | Royal St. Lawrence Yacht Club        | |
| Banderí del Royal Vancouver Yacht Club             |      | Royal Vancouver Yacht Club           | |
| Banderí del Royal Victoria Yacht Club              |      | Royal Victoria Yacht Club            | |
| Banderí del Royal Canadian Yacht Club              |      | Royal Canadian Yacht Club            | Camp blau marí amb una creu nòrdica blanca. Al quarter superior esquerra una corona de sant Eduard i a l'inferior un castor.                  |
| Banderí del Royal Nova Scotia Yacht Squadron       |      | Royal Nova Scotia Yacht Squadron     | |
| Banderí del Windsor Yacht Club                     |      | Windsor Yacht Club                   | Camp de color carmí amb dues franges estretes negres a dalt i baix. Al centre les inicials del club "W.Y.C."                                  |
| Banderí de la Queen's University at Kingston       |      | Queen's University at Kingston       | Tres franges horitzontals de blau marí, groc i vermell. A la superior una corona groga.                                                       |
| Banderí de la Universitat de la Colúmbia Britànica |      | Universitat de la Colúmbia Britànica | |